# Río Hai
El río Hai (en chino, 海河; pinyin, Hǎi Hé; literalmente, ‘río mar’), anteriormente llamado Bai He (en chino, 白河; pinyin, Bái Hé; literalmente, ‘río blanco’; Pei Ho, en fuentes occidentales), es un río de China que fluye a través de Pekín y Tianjin y desemboca en el golfo de Bohai, dentro del mar Amarillo. Tiene una longitud de 1329 km y su cuenca hidrográfica drena un área de aproximadamente 319 000 km². 
En Tianjín, el Hai se conecta con esos dos ríos a través del Gran Canal de China.

## Geografía
El río Hai se forma en Tianjin por la confluencia de cinco ríos o cursos de aguas, el canal Meridional, el río Ziya (de 730 km y una cuenca de 78.700 km²), el río Daqing (de 448 km y una cuenca de 39.600 km²), el río Yongding (de 747 km y una cuenca de 50.800 km²) y el canal Septentrional. Los canales Meridional y Septentrional son partes del Gran Canal de China. El canal Meridional se une al río Wei en Linqing; el canal Septentrional se une al río Bai (o río Chaobai) en Tongzhou. El canal Septentrional (que comparte canal con el Bai) es también la única vía fluvial desde el mar hasta Pekín. Por lo tanto, los primeros occidentales también llamaron al río Hai como río Bai (Bai He).
En Tianjín, a través del Gran Canal, el Hai conecta con el río Amarillo y el río Yangtsé. La construcción del Gran Canal alteró en gran manera los ríos de la cuenca del Hai. Anteriormente, el Wei, Ziya Yongding y el río Bai fluían por separado al mar. El Gran Canal los cortó en su curso bajo estos ríos y los unió en una sola salida al mar, en la forma del actual río Hai.
El río Hai tiene 1.329 kilómetros de largo considerando el afluente más largo. Sin embargo, el Hai propiamente dicho solamente tiene alrededor de 70 km desde Tianjín hasta su desembocadura. Su cuenca tiene una superficie de aproximadamente 319.000 km² . Su flujo anual es apenas la mitad del río Amarillo y un treintavo del Yangtsé.

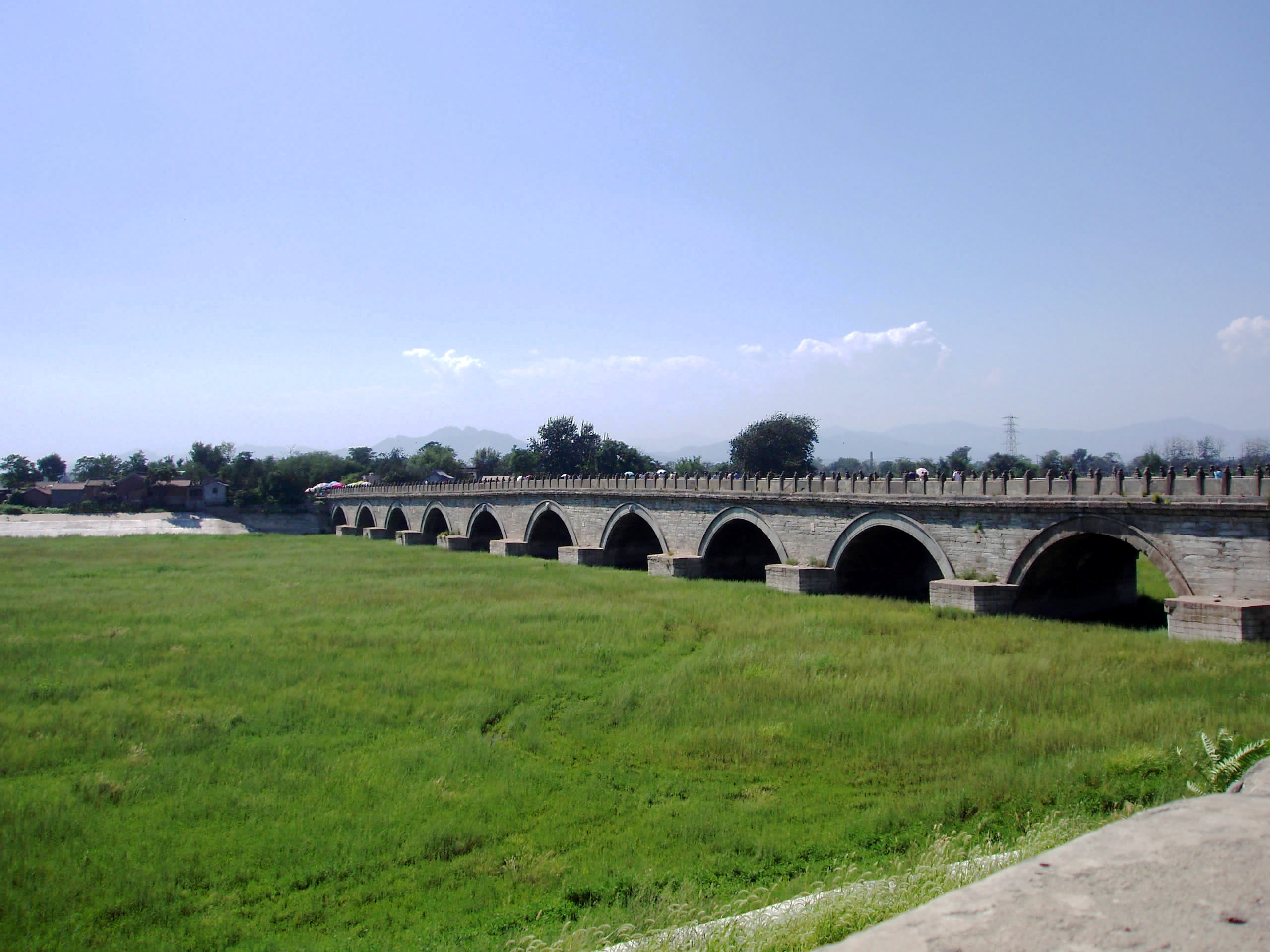
El famoso puente de Marco Polo sobre el cauce seco del río Yongding

Al igual que el río Amarillo, el Hai es muy fangoso debido al polvoriento suelo por donde pasa. El cieno llevado por el agua se deposita en el tramo inferior, causando a veces que el agua se desborde. Las aguas de los cinco afluentes principales sólo tienen una salida al mar poco profunda, lo que hace aún más graves las inundaciones. Debido a que la capital de China (y la segunda ciudad más grande), Pekín, y la tercera ciudad más grande, Tianjín, están ubicadas en la cuenca del Hai, las inundaciones causan pérdidas significativas. Para evitar las inundaciones, se están construyendo embalses y se excavaron canales artificiales para desviar las inundaciones directamente al mar. Por ejemplo, el río Chaobai es desviado hacia el río Chaobai Xin ('Xin' significa nuevo) y ya no se une con el canal Septentrional .
En los últimos años, debido tanto al desarrollo industrial como urbano en la cuenca del Hai, el caudal es muy reducido. Muchos afluentes más pequeños y algunos de los principales afluentes se secan durante la mayor parte del año. Con el caudal reducido, la contaminación del agua empeora. La escasez de agua en la cuenca del Hai se espera que sea aliviada por el Proyecto de Transferencia de Agua Sur-Norte.

## Afluentes
El río Hai ha canalizado en un único curso siete importantes afluentes y más de 300 subafluentes, siendo los principales los siguientes:
- Canal Septentrional o Norte, de 120 km de longitud y una cuenca de 29 600 km², un sistema  que consta del Canal Ji, el río Chaobai y el canal Bei; con sus subafluentes los ríos Wenyu (47,5 km), Tonghuihe (82 km) y Liangshuihe (58 km);
- Río Chaobai, de 458 km de longitud , con sus subafluentes los ríos Chao, Bayhe y Bayhe Xin;
- Río Jiyun, con su subafluente el río Ju (206 km);
- Río Yongding, de 747 km de longitud y una cuenca de 50 800 km², con sus fuentes los ríos Sanggan (506 km y una cuenca de 23 900 km²) y Yang (118 km) y los subafluentes Zhangjiakou (109 km) y Yongding Xin;
- Río Daqing, de 448 km y una cuenca de 39 600 km², con sus subafluentes los ríos Xiaoqing, Juma (254 km), Tanghe (273 km) y Duliujian;
- Río Ziya, de 730 km de longitud y una cuenca de 78 700 km², formado por la confluencia de los ríos Hutuohe (513,3 km), que nace en el condado de Fanzhi, en la ladera norte del monte Wutai, y el Fuyang (403 km), que se origina en la ladera oriental de la montaña Taihang; otro subafluente es el Ziya Xin (144 km);
- Canal Sur, principalmente un río artificial de 524 km de longitud, con sus fuentes el Zhanghe (466 km) y el Weihe  (283 km), y sus subafluentes los ríos Qi (161 km), Anyang (170 km), Qing Zhang, Zhuozhang y Zhangweixin;

## Otras lecturas
- Domagalski, J.L., et al. (2001). Comparative water-quality assessment of the Hai He River basin in the People's Republic of China and three similar basins in the United States [U.S. Geological Survey Professional Paper 1647]. Reston, VA: U.S. Department of the Interior, U.S. Geological Survey.